# Pseudyrias perusta
Pseudyrias perusta là một loài bướm đêm trong họ Noctuidae.